# Pontoniopsides paulae
Pontoniopsides paulae is een garnalensoort uit de familie van de Palaemonidae. De wetenschappelijke naam van de soort is voor het eerst geldig gepubliceerd in 1981 door Gore.